# Рубинян, Рубен Карапетович
Рубен Карапетович Рубинян (арм. Ռուբեն Կարապետի Ռուբինյան; род. 8 марта 1990, Ереван) — армянский политик и дипломат, депутат Национального собрания Армении (2018—н. в.), заместитель председателя Национального собрания Армении (2021-н. в.).

## Биография
Родился 8 марта 1990 года в Ереване. Сын армянского политика Карапета Рубиняна.
В 2010 году окончил факультет международных отношений Ереванского государственного университета. В 2011 году закончил магистратуру Университетского колледжа Лондона по специальности «политика и безопасность». В 2012 году закончил магистратуру Ягеллонского университета в Кракове по специальности «Европоведение».
В 2012—2014 годах проходил службу в Вооружённых силах Армении. В 2017—2018 годах занимался научной деятельностью. В 2018—2019 годах являлся заместителем министра иностранных дел Армении.
Является членом-учредителем партии «Гражданский договор». В 2015—2017 годах входил в правление партии и являлся её пресс-секретарём.
В 2018 году был избран депутатом Национального собрания Армении (НС РА) VII созыва по общегосударственному избирательному списку блока партий «Мой шаг». Входил во фракцию «Мой шаг». Являлся членом постоянной комиссии НС РА по внешним связям.
В 2021 году был избран депутатом НС РА VIII созыва по общегосударственному избирательному списку партии «Гражданский договор». Вошёл во фракцию «Гражданский договор». 3 августа 2021 года был избран заместителем председателя НС РА.

## Награды
- Почётная грамота Министерства обороны Армении (2016)[2].